# Sphaeronemoura inthanonica
Sphaeronemoura inthanonica är en bäcksländeart som beskrevs av Tatemi Shimizu och Ignac Sivec 2001. Sphaeronemoura inthanonica ingår i släktet Sphaeronemoura och familjen kryssbäcksländor. Inga underarter finns listade i Catalogue of Life.